# Atta Community
Atta es una herramienta global de Gamificación que motiva a las personas a través del juego y del trabajo en equipo. Fue fundada por Mercè Mulet y Óscar Ruiz en Barcelona el año 2012.
Atta es una startup de gamificación ubicada en Barcelona, el objetivo de la cual es reinventar cómo las organizaciones empresariales motivan, empoderan y comprometen a las personas a través de la socialización, el trabajo en equipo y la personalización de objetivos.
Cuando Atta inició su actividad, fue la responsable de introducir los dispositivos móviles en las escuelas de catalanas para promover el aprendizaje colaborativo. Desde el año 2014 forma parte del clúster EduTech de Cataluña, plataforma que reúne a las empresas líderes en la introducción de las nuevas tecnologías en las escuelas catalanas como son los proveedores de hardware e infraestructuras de conectividad, editores de contenidos digitales, proveedores de plataformas de gestión académica y administrativa, etc.
A partir del 2015, Atta se lanza al mercado corporativo y participa en el Gamification World Congress en el mes de octubre del mismo año. Además, desde el año 2014 Atta participa en el Mobile World Congress que se celebra en Barcelona desde el 2009.
En el mes de abril de 2016 fue una de las 4 startup finalistas en el programa de aceleración económica Drive with Belron, dotado con 200.00 libras esterlinas.

## Citas
1. ↑  Rosa Matas (junio de 2016). «¿Juegas en tu empresa?». La Vanguardia. Consultado el 5 de agosto de 2016.
2. ↑  Associació per a Joves TEB. «Atta Community, cambiando los modelos de aprendizaje» (en catalán). Xarxanet. Consultado el 5 de agosto de 2016.
3. ↑  Doctorats Industrials de la UB. «Aplicación de estructuras cooperativas para mejorar el aprendizaje en una red social virtual» (en catalán). Archivado desde el original el 7 de agosto de 2016. Consultado el 5 de agosto de 2016.
4. ↑  «Los socios | Edutech». edutech.cat. Archivado desde el original el 20 de noviembre de 2015. Consultado el 5 de agosto de 2016.
5. ↑  «Noticias TICs en las AULAS». www.cypsela.es. Consultado el 5 de agosto de 2016.
6. ↑  «Perfiles de Empresas Catalanas» (en inglés). Surfincubator. Archivado desde el original el 9 de agosto de 2016. Consultado el 5 de agosto de 2016.
7. ↑  «Revolutionize Teamwork with Gamification – GWC». www.gwc-conference.com. Archivado desde el original el 20 de agosto de 2016. Consultado el 5 de agosto de 2016.
8. ↑  «Atta Community: movilidad y aprendizaje colaborativo». Mobile World Centre. Archivado desde el original el 12 de agosto de 2016. Consultado el 5 de agosto de 2016.
9. ↑  «Meet the Drive 2016 Participants». Drive - the startup accelerator from Belron (en inglés). 6 de junio de 2016. Archivado desde el original el 7 de agosto de 2016. Consultado el 5 de agosto de 2016.
10. ↑  «Belron International». Belron International (en inglés). Consultado el 5 de agosto de 2016.
11. ↑  «La start-up Atta, finalista del programa mundial “Drive with Belron” por su aplicación móvil para motivar a los empleados | Tecnocampus». www.tecnocampus.cat (en catalán). Archivado desde el original el 18 de agosto de 2016. Consultado el 5 de agosto de 2016.